# Wortley (Yorkshire du Sud)
Wortley est un village et une paroisse civile du Yorkshire du Sud, en Angleterre.

## Patrimoine
- Demeure signeuriale de Wortley Hall.